# Міхурниця ламка
Міхурниця ламка, пухирник ломкий (Cystopteris fragilis) — рослина родини безщитникові — Athyriaceae. Міхурниця — ніжна рослина, легко пошкоджується, завдяки чому й дістав свою назву «ламкий».

## Будова
Невелика багаторічна папороть заввишки від 6 до З0 см. У неї коричнювате кореневище й ламкі червонясто-коричневі внизу черешки, як правило, коротші, ніж пластинка. Пластинки листків звичайно голі (як і черешки), ланцетні за обрисами, двічі перисті з 7−16 парами яйцюватих або ланцетних довгастих пір'їнок, із клиноподібною основою.

## Життєвий цикл
Спори дозрівають у спорангіях з нижнього боку листка в середині літа.

## Поширення та середовище існування
Зростає у вологих тінистих лісах, скельних ущелинах, у ярах і на урвищах майже по всій Україні. Також зростає в Євразії, Північній та Південній Америці.

## Практичне використання
Містить отруйні речовини. У листках і спорах є синильна кислота. Використовується в народній медицині як протиглистовий засіб.